# 学校法人日本教育財団
学校法人日本教育財団（がっこうほうじんにほんきょういくざいだん）は、東京都新宿区・大阪府大阪市・愛知県名古屋市およびフランス共和国パリ市で10校の専修学校・専門学校、1校の通信制大学、4校の専門職大学を運営する学校法人。
2016年4月1日、法人名を学校法人モード学園から学校法人日本教育財団に変更した。

## 概要
1966年4月に谷まさる（別名：谷勝、本名：粕谷勝）が創設した名古屋モード学園が発祥。現在は実弟である理事長の粕谷俊彦と二人三脚で経営し、ファッション・コンピュータ・医療の専門学校が東京、大阪、名古屋、パリにあり、2018年からは通信制大学、2019年からは専門職大学も開学している。講師を含めた教職員は1,200人。生徒総数は約15,000名（うちモード学園パリ校は1,000名）。
毎年インパクトのあるCMを製作し、ラジオで「ソウル・ボサ・ノヴァ」（クインシー・ジョーンズ）をBGMに流された谷自身のナレーションによる、海外の流行事情を滔々と語った後の「＊＊を語るとモードになる」が知られる。また各地の校舎は奇抜な外観が特徴である。
卒業制作展を、東京は国立代々木競技場、大阪は大阪城ホール、名古屋は愛知県体育館で「未来創造展」としてモード学園とHALで年に一度共催している。

## 法人登記・本部
法人登記地
大阪府大阪市北区梅田3-3-1（HAL大阪内）
法人本部統轄室
愛知県名古屋市中村区名駅4-27-1（モード学園スパイラルタワーズ内）

## 沿革
- 1966年 - 名古屋市中村区に名古屋モード学園を開校。
- 1971年 - 準学校法人日本服飾学園を設立、大阪市北区に大阪モード学園を開校。
- 1979年 - 法人名を学校法人モード学園に変更。
- 1980年 - 東京都新宿区に東京モード学園を開校。
- 1984年 - 大阪市北区にコンピュータ総合学園HAL大阪校を開校。
- 1986年 - 名古屋市中村区にコンピュータ総合学園HAL名古屋校を開校。
- 1988年 - モード学園出版局を設置。
- 1989年 - パリ本部を設置。
- 1994年 - 全校の専門課程に対し文部大臣から専門士称号の付与が認められる。
- 1995年 - パリ1区にモード学園パリ校CREAPOLEを開校。
- 1999年 - 大阪市北区に総合校舎を竣工。
- 2000年 - 大阪市北区に大阪医専を開校。
- 2005年 - 4年制の専門課程に対し文部科学大臣から高度専門士称号の付与が認められる。
- 2008年 - 名古屋市中村区に総合校舎のモード学園スパイラルタワーズを竣工。
- 2008年 - 名古屋医専を開校。
- 2008年 - コンピュータ総合学園HAL大阪校・名古屋校をそれぞれHAL大阪・HAL名古屋に改称。
- 2008年 - 東京都新宿区に総合校舎のモード学園コクーンタワーを竣工。
- 2009年 - 首都医校、HAL東京を開校。
- 2014年 - 全校の計145学科（当時。2015年時点では計148学科）が文部科学大臣から「職業実践専門課程」に認定される[2]。
- 2016年 - 法人名を学校法人日本教育財団に変更。
- 2017年 ‐ 東京通信大学（通信教育課程）の設置認可を申請[3]
- 2017年 ‐ 国際工科専門職大学、国際ファッション専門職大学、東京医療福祉専門職大学、大阪医療福祉専門職大学、名古屋医療福祉専門職大学の設置認可を申請[4]。（但し東京・大阪・名古屋医療福祉専門職大学は設置計画を見送っている）
- 2018年 - 東京通信大学が開学。国際ファッション専門職大学について、19年4月よりの開校を認可される。
- 2019年 - 国際ファッション専門職大学が開学。東京国際工科専門職大学について、20年4月よりの開校を認可される。
- 2020年 - 東京国際工科専門職大学が開学。
- 2021年 - 大阪国際工科専門職大学・名古屋国際工科専門職大学が開学。
- 2025年
  - フランスで服飾学校エスモードを展開するエスモード・インターナショナル（パリ）の株式100%を取得。フランスにある10キャンパスを「モード学園パリ校 ESMOD」としてグループ校とする[5]。
  - アメリカのファッション専門大学LIMカレッジ（ニューヨーク）を買収（予定）[6]。

## 運営校

### 名古屋
以下の各校は全て名古屋市中村区名駅4-27-1、モード学園スパイラルタワーズ内。
- 名古屋モード学園
- HAL名古屋
- 名古屋医専
- 名古屋国際工科専門職大学

### 大阪
- 大阪モード学園 - 大阪市北区梅田3-3-2
- HAL大阪 - 大阪市北区梅田3-3-1
- 大阪医専 - 大阪市北区大淀中1-10-3
- 大阪国際工科専門職大学 - 大阪市北区梅田3-3-1

### 東京
以下の各校は全て東京都新宿区西新宿1-7-3、モード学園コクーンタワー内。
- 東京モード学園
- HAL東京
- 首都医校
- 東京通信大学
- 国際ファッション専門職大学
- 東京国際工科専門職大学

### パリ
- CREAPOLE（クレアポール） - 128, rue de Rivoli 75001 Paris
  - モード学園パリ校、及びHALパリ校が入居

## 報道その他

### 産学官連携実績
デンマークの毛皮生産者などで組織する団体「コペンハーゲンファー」から講師を迎え、在日デンマーク大使館の協力のもと、ワークショップを開催した。モード学園3校から選抜された学生14名が参加。現地の専門家の指導を受け、提供されたファー素材による制作を行った。なお、2015年3月28日には、これらの取り組みがきっかけでデンマークの皇太子フレデリクと皇太子妃メアリーが東京モード学園を訪れた。
小林武史によるプロジェクトブランド「クルック」と、街のゴミ拾い活動等を行っているNPO法人「グリーンバード」とモード学園の3者共同でユニフォームを制作した。
セシールは、同社が運営する通販サイトで、モード学園の学生がデザインしたカーテンテキスタイルのコンテストを実施。上位4作品と特別賞に選ばれた作品が商品化され、同サイト内で販売されることになった。
三越伊勢丹や小田急百貨店、京王百貨店、髙島屋などが共同で開催した「新宿スタイル・コレクション」に東京モード学園とHAL東京が参加。新宿通りで路上ファッションショーが開かれた。
ITS'DEMOが、モード学園との産学連携の取組みとして学生がデザインしたiPhone 4専用ケースを発売。一部店舗では、作成した商品紹介のPOPと合わせて学生自らが商品を販売した。
エイベックス・マネジメントとの産学連携により、SUPER☆GiRLSの衣装をモード学園の学生が制作。制作された衣装の中には、生地メーカー御幸毛織の協力により制作されたオーダーメイドの生地が使用されている。また、モード学園コクーンタワーにてSUPER☆GiRLSを招き衣装の発表会が行われた。
マーベルとの産学連携として、アメリカンコミックス「Marvel」のメンズTシャツを制作した。マーベルとアパレルメーカーのグレイスから要望に応じる形で、モード学園の学生たちが取り組んだ。
ワールドやベイクルーズなど、複数のアパレルメーカーからバイヤーを呼び「オリジナルブランド　ショー＆受注展示会」を実施している。モード学園の学生が立ち上げたオリジナルブランドをファッションショーにて審査を行い、受注会で買い付けのシミュレーションを行うものである。
レオパレス21とサンゲツと合同で、モード学生の学生がデザインした部屋のコンペを実施。2014年には名古屋モード学園の学生を対象に「名古屋らしい部屋」の制作を、2015年には大阪モード学園の学生を対象に「大阪らしい部屋」の制作を競わせた。それぞれの地区を舞台に、レオパレス21の物件とサンゲツの素材を使い制作した。

### 不祥事
コンピュータ総合学園HAL名古屋校の女性元教師が、休職中に統括責任者から執拗なパワハラを受け、退職に追い込まれたとして、モード学園を相手取り、慰謝料や未払い残業代などの支払いを求めて名古屋地裁に提訴していた件で、2007年2月20日、学校側が女性元教師に対し解決金を支払うことで和解が成立。和解条項で「労働基準法などの法令を順守する」などとした。
名古屋モード学園の学生3人が、学園祭で出たベニア板などの大量のごみを、通りかかった駐車場に不法投棄したとして、2011年9月16日、廃棄物処理法違反で愛知県警中村署から書類送検された。この件で学校側は「今後は業者に委託し適切に処分したい」と弁明した。
担任に肩の入れ墨を告白し、除去手術を受けていた大阪医専の元学生が、入れ墨を理由に退学勧告をしたのは違法だとして、モード学園を相手取り、入学金の返還や慰謝料などの損害賠償を求めて大阪地裁に提訴していた件で、2013年3月27日、大阪地裁は元学生の主張を大筋で認め、学校側に賠償の一部支払いを命じた。
京都市の男性が授業料などを納めたあと入学を辞退したが、学費の返還に応じないのは不当として、モード学園を相手取り京都地裁に提訴していた件で、2013年3月27日、学校側に返還を命じる判決が下された。
名古屋医専に授業料などを納めたあと入学を辞退した受験生が、学費の返還に応じないモード学園を相手取り名古屋地裁に提訴、適格消費者団体が原告となって争い、モード学園が敗訴・控訴していた件では、2013年9月13日、名古屋高裁において学校側が返還に応じる和解が成立。和解条項で従来の「学費返還に関する規定」を改めるなどとした。
首都医校の元職員が在職中に、架空の経済困難な2人の学生名義で、日本学生支援機構から多額の奨学金を騙し取っていた件で、2014年1月21日、元職員が警視庁に詐欺容疑で逮捕された。学校側は同機構から毎年末に継続の確認を求められていながら、3年以上も架空の学生の学費が計上されていることに気付いていなかった。

## コマーシャル・メッセージ（キャッチコピー）
黒のローブを巻いた女性の絵（ロゴマーク）が「印象に残っている」及び「怖い」との声が多かったが、1993年度からこの絵が表示されなくなった。また、毎年タイアップ曲があるわけではなく、時期によってはCMオリジナル曲になる場合もある。また、キャッチコピーは本法人では「メッセージ」と称している。

### モード学園
- 1970年代〜80年代 - クインシー・ジョーンズ「ソウル・ボサ・ノヴァ」
『＊＊を語るとモードになる。』
- 1990年 - 東京少年「トビキリの朝」
- 1997年 - 黒夢「カマキリ -1997 BURST VERSION-」
- 1999年 - 石井竜也「TRAUMA」
『モードは進化する MODESAPIENS』
- 2003年 - Crystal Kay loves M-FLO「I LIKE IT」
『こんな時代のフツーになるな!』
- 2004年
『「いつの日か」を、いつはじめますか。』
- 2005年 - nobodyknows+「エル・ミラドール〜展望台の唄〜」
『キミの波がくる。』
- 2006年 - 木村カエラ「TREE CLIMBERS」
『キミがたのしいのが、いちばんたのしい。』
- 2007年 - PUFFY「boom boom beat」
『好きなことでなら、闘える。』
- 2008年 - Superfly「How Do I Survive?」
『昨日の私と思うなよ!』
- 2009年
『今をつくる。未来は勝手についてくる。』
- 2010年 - Tommy heavenly6「I'M YOUR DEVIL」
『なりたくない自分に、なるな。』
- 2011年 - 鎮座DOPENESS & HIFANA「MODE」
『自分の夢に、耳をかせ』
- 2012年 - サカナクション「夜の踊り子」
『「なりたい」を、「なる」に鍛える。』
- 2013年
『ゼロからプロにする。』
- 2014年 - WHITE ASH「Hopes Bright」
『目の色を変えろ。運命が変わる。』
- 2015年 - AA=×JM-0.8（英語）[29]「→MIRAI→（ポストミライ）」
『好きだから戦える。 MAKE THE MODE.』
- 2016年 - banvox「Occasion」
『誰かの夢じゃ、先に行けない。 #MY MODE』
- 2017年 - さユり「十億年」
『夢に挑むために、人は生まれた。』
- 2018年 - ヤバイTシャツ屋さん「鬼POP激キャッチー最強ハイパーウルトラミュージック」
『好きなことだけは、死んでも離すな★』
- 2019年 - ポルカドットスティングレイ「バケノカワ」
『いいねは、自分に、つけるもの。』
- 2020年 - Rei「What Do You Want?」
『オドロかせ。世界。』
- 2021年 - Doul「We Will Drive Next」
『MODE CHANGER ひっくり返せ。』
- 2022年 - PEOPLE 1「銃の部品」
『迷ったら、好きで行け。』
- 2023年 - CHAI「We The Female!」
『好きならば、言え。』
- 2024年 - LANA「MY LIFE」
『服だけが、ファッションか。』
- 2025年 - Chilli Beans.「tragedy」
『好きなこと、ぜんぶやっちゃえ。』

### HAL
- 1995年
『マルチメディアにかかってきなさい。』
- 1996年
『マルチメディアはやるきメディアだ。』
- 1997年
『HALだ、バトルだ、マルチメディアファイター。』
- 1999年
『18歳が、起動する。』
- 2000年
『Click Your Future.』
- 2001年 - BOOM BOOM SATELLITES
『未来ヲアヤツレ』

- 2002年
『君だけのリアルを探せ。』
- 2003年
『夢は無敵だ。』
- 2004年
『次の自分へ、行け。』
- 2005年
『感じるままに、創造せよ。』
- 2006年
『勝つまで、負けない。』
- 2007年
『てってい的にやった人の勝ち。』
- 2008年
『新しい世代には、さらに進化した学校が必要だ。』
- 2009年 - ROCK'A'TRENCH「JUMP STAR」
『キミの個性が、新たな神話になる。』
- 2010年
『「ムリだ」と笑うヤツを、笑え。』
- 2011年 - The ROOTLESS「変わりたいと、強く望め。それ以外は、いらない。」
（メッセージと曲のタイトルが同一）
- 2012年 - 氷室京介「WARRIORS」
『今日も、勝負したか。』
- 2013年 - supercell「Yeah Oh Ahhh Oh!」
『世界はキミに、驚きたい。』
- 2014年 - livetune adding 三森すずこ「High And Loud」
『勇気が未来を連れてくる。』
- 2015年 - MY FIRST STORY「ALONE」
『量産機になるな。』
- 2016年 - TeddyLoid with DAOKO「ダイスキ」
『運命が、変わりたがっている。』
- 2017年 - Aimer「zero」
『限界を突破せよ。』
- 2018年 - Reol「サイサキ」
『生まれ変われ、強いジブンに。』
- 2019年 - Eve「レーゾンデートル」
『夢に、嚙みつけ。』
- 2020年 - まふまふ「最終宣告」
『ジブンの声でセカイを変えろ。』
- 2021年 - DUSTCELL「命の行方」
『未来は、今、変えろ。』
- 2022年 - 理芽「ピルグリム」
『あきらめないって、いちばんの才能。』
- 2023年 - Kanaria「レクイエム (feat. 星街すいせい)」
『一生、やらずに、終わるのか。』
- 2024年 - 40mP feat. アユニ・D（PEDRO）「小さな革命」
『本気になった人間を世界はほっとかない。』
- 2025年 - FAKE TYPE.「熱狂 feat. Mori Calliope」
『熱狂って、最強。』

### 医専・医校
- 2007年 - Yucca 「In My Heart」
『誰かの太陽になる仕事。』（名古屋は開校予告）
- 2008年 - 森山直太朗「生きてることが辛いなら」
『いのちの限り、医療は闘う。』（首都医校は開校予告）
- 2009年
『支えるのではない。 ともに闘う。』
- 2010年 - トータス松本「僕は海じゃない」
『てってい的に、医療。』（2011年・2012年も同一）
- 2011年 - 高橋優「花のように」
- 2012年 - 藤巻亮太「Beautiful day」
- 2013年 - 家入レオ「君に届け」
『○○学科、だから学べるチーム医療。』（○○は各学校の学科数が入る。首都医校は29、大阪医専は28、名古屋医専は31）
- 2014年
『もし、患者が自分自身だったら、どうしますか。 / 想像する力が、創造する力を生む。』
- 2015年 - 大原櫻子「My Way」
『決意に、約束を。』
- 2016年 - チャットモンチー「majority blues」
『キミを医療人にする。ぜったい。』
- 2017年・2018年 - 藤原さくら「はんぶんこ」
『医療人に、なろうと思う。』
- 2019年 - milet「航海前夜」
『全力で、医療。』
- 2020年 - 竹原ピストル「リョウメンシダ」
『人は、誰かのために、ひとつになれる。』
- 2021年 - Vaundy「しわあわせ」
『だから、実践主義。』
- 2022年 - NOA「It Ain’t Over」
『即、戦力。』
- 2023年 - Kvi Baba「Ma Life」
『いのちを、照らせ。』
- 2024年 - 羊文学「GO!!!」
『100 PROMISE あなたを医療人にする、ぜったい。』
- 2025年 - Arche「you are」
『100 PROMISE ゼロから医療人にする、100の約束。』

### 東京通信大学
- 2017年（開学予告）- 奥田民生「いどみたいぜ」
『人生に、新しい大学を。』
- 2021年 - eill「HARU」
『新しい大学(大学体験)』
- 2022年
『人は、学びで、変われる。』
- 2023年
『学びと、いい出会いを』
- 2024年
『＃とことんやれ』（2025年も同一）

### 国際ファッション専門職大学
- 2018年（開学予告）・2019年・2020年 - iri「Oniy One」
『服の、先へ。』（2021年も同一）
- 2021年 - iri「渦」
- 2022年 - Kroi「Pixie」
『I'm Brand.　服の、先へ』
- 2023年 - Anly「TAKE OFF」
『いざ、世界。』（2024年・2025年も同一）
- 2024年 - 十明「NEW ERA」
- 2025年 - 礼賛「ウラメシヤ」

### 国際工科専門職大学
- 2018年（開学予告）- ［Alexandros］「Follow Me」
『世界は、新しい答えを待っている。』（2019年・2020年も同一）
- 2019年（開学予告）・2020年（大阪、名古屋は開学予告） - SHE'S「Dance With Me」
- 2021年 - Omoinotake「彼方」
『未来を変える専門職大学。NEW AGE TECHNOLOGY.』
- 2022年 - Kenta Dedachi「Fire and Gold」
『この大学は、社会だ。CONNECT.』
- 2023年 - ao「ENCORE」
『人間は、進化をサボっていないか。』
- 2024年 - WurtS「エヴォリューション」
『社会を知らないまま大学を卒業して、本当に活躍できるんですか。』
- 2025年 - NIKO NIKO TAN TAN「G00000W」
『世界を動かす大学。』

### 医療福祉専門職大学
- 2018年・2019年（それぞれ開学予告）- 雨のパレード「Trust」
『一生ものの、医療を学ぶ。』

## 校舎の画像集

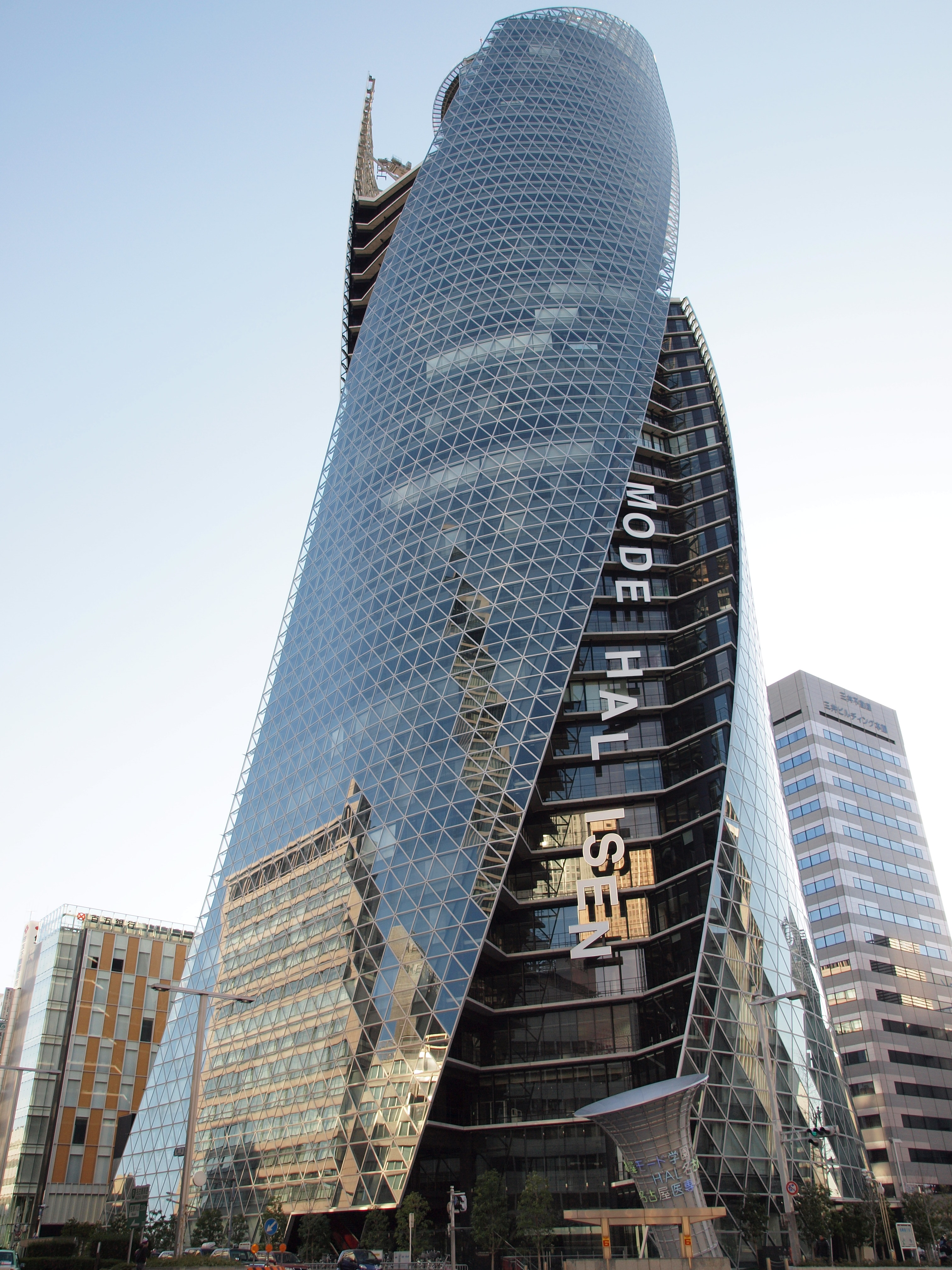
- 名古屋モード学園 - HAL名古屋 - 名古屋医専 - （モード学園スパイラルタワーズ）
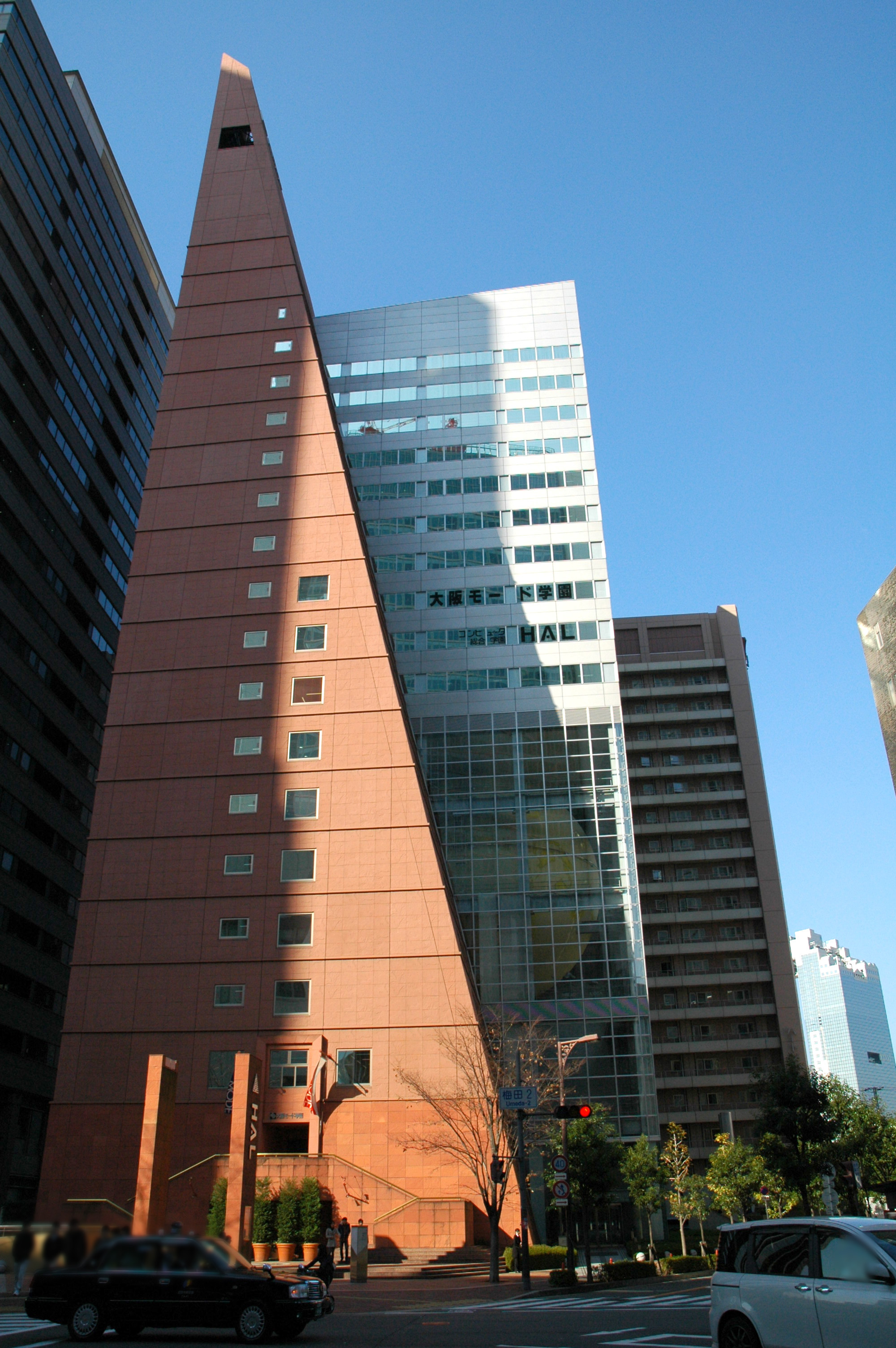
- 大阪モード学園 - HAL大阪
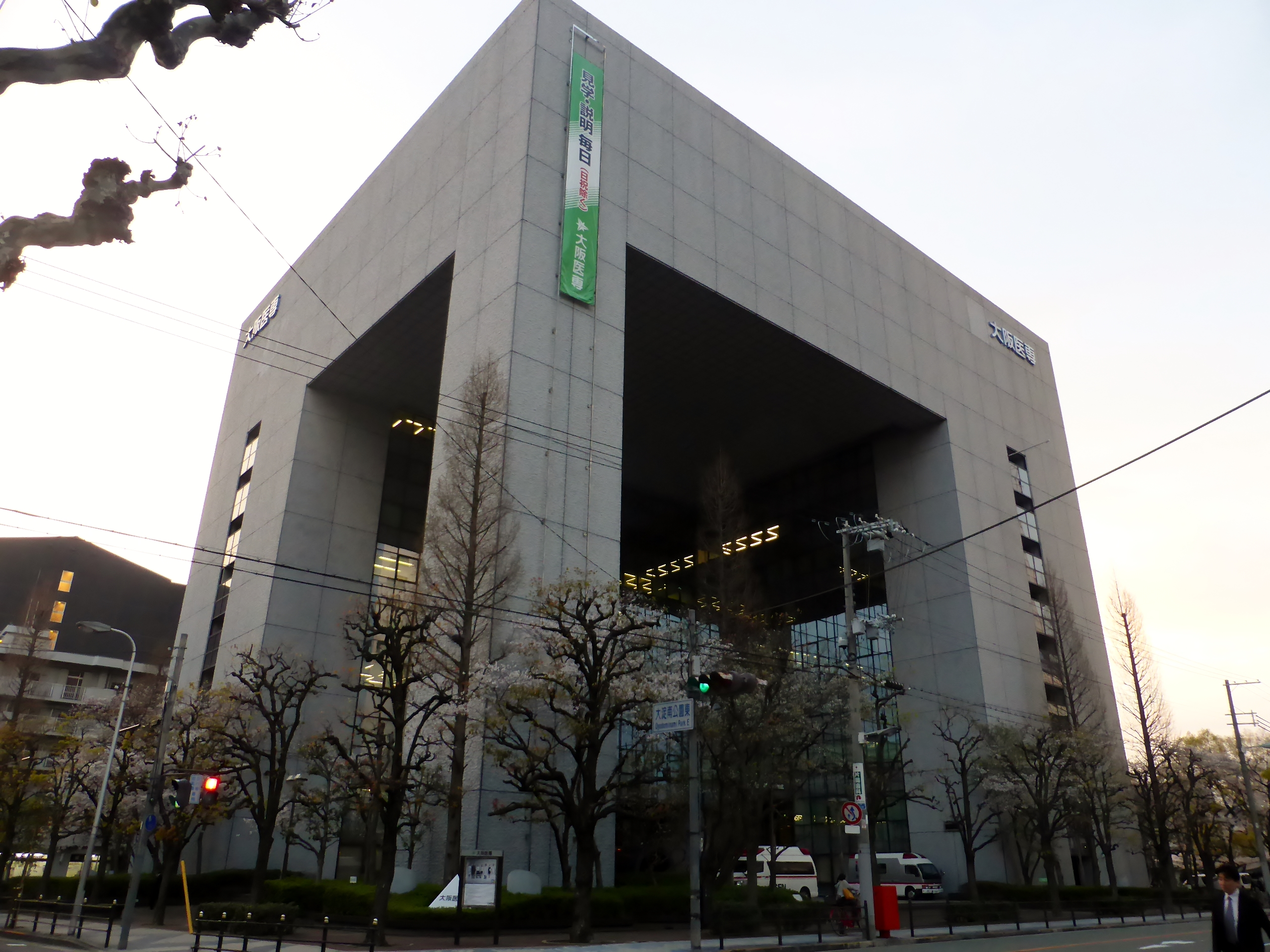
大阪医専
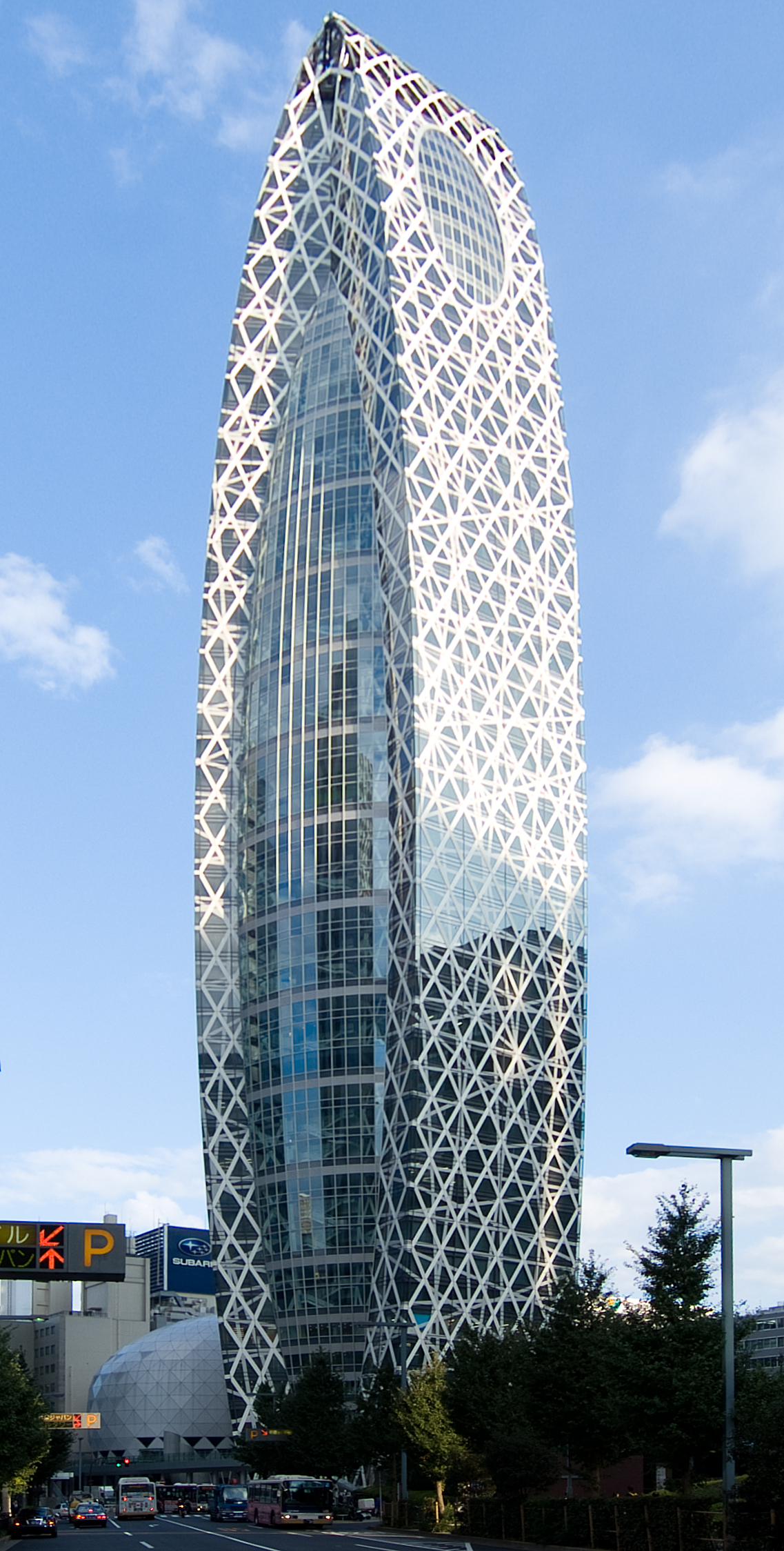
- 東京モード学園
  - HAL東京
  - 首都医校
  - （モード学園コクーンタワー）

## テレビ番組
- 日経スペシャル カンブリア宮殿 誰もしないことをやれ！ 好きなことをやれば 一番 伸びる！（2009年10月12日、テレビ東京）- 出演：モード学園学長 谷まさる[30]。

## スポンサー番組

### 現在
- 金曜ロードショー（日本テレビ系）※番組後半
- ザ!鉄腕!DASH!!（日本テレビ系）※番組後半
- ミュージックジェネレーション（フジテレビ系）
- オールナイトニッポン（ニッポン放送発36局ネット）

など

### 過去
- ノックは無用!（関西テレビ）
- HEY!HEY!HEY! MUSIC CHAMP（フジテレビ系）
- ファッション通信（テレビ東京系→BSジャパン）
- アメトーーク!（テレビ朝日系）
- ランウェイがはじまる（2020年8月8日 - 12日、ABEMA） - 提供のほか、モード学園の校舎にて撮影

など
この他、1980年代～1990年代に文化放送の平日深夜（夜ワイド番組終了後～0時時報前）に、モード学園冠提供の谷まさるのインフォマーシャル（タイトル不明）が放送されていたことがある。